# Peristylus affinis
Peristylus affinis är en orkidéart som först beskrevs av David Don, och fick sitt nu gällande namn av Gunnar Seidenfaden. Peristylus affinis ingår i släktet Peristylus och familjen orkidéer. Inga underarter finns listade i Catalogue of Life.